# Yulduz Hashimi
Yulduz Hashimi (født 8. juli 2000 i Meymaneh) er en cykelrytter fra Afghanistan, der er på kontrakt hos World Cycling Centre.

## Karriere
Få dage før at Taliban i august 2021 overtog magten i Afghanistan, og ville fjerne kvinders rettigheder, flygtede Yulduz Hashimi og hendes lillesøster Fariba til Italien. Der kunne de fortsætte deres cykelkarriere.
I august 2022 fik søstrene kontrakt med det italienske kontinentalhold Valcar-Travel & Service. Ved de afghanske mesterskaber i linjeløb vandt Yulduz Hashimi sølv, mens søsteren tog sig af førstepladsen. Mesterskaberne blev afholdt den 23. oktober i den schweiziske by Aigle, da kvinder ikke måtte dyrke sport i hjemlandet. Få dage efter de nationale mesterskaber, blev det offentligtgjort at hun fra 2023 havde fået kontrakt med World Tour-holdet Israel-Premier Tech Rolands udviklingshold, mens lillesøsteren skulle repræsenterer mandskabets World Tour-team.